# Richard Borcherds

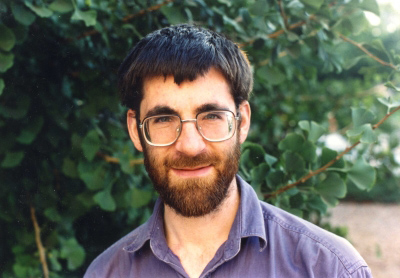
Richard Borcherds (1993)

Richard Ewen Borcherds (* 29. November 1959 in Kapstadt, Südafrika) ist ein britisch-US-amerikanischer Mathematiker, der auf den Gebieten Gruppentheorie, Zahlentheorie und Geometrie arbeitet, speziell über Gitter und unendlichdimensionale Algebren (Kac-Moody-Algebren, Vertexalgebren). Er ist Träger der Fields-Medaille. 

## Leben und Wirken
Er wuchs in Birmingham auf, gewann 1978 eine Goldmedaille bei der Internationalen Mathematik-Olympiade, studierte in Cambridge bei John Horton Conway (Promotion 1985 über das Leech-Gitter) und ging später an die Universität von Berkeley in Kalifornien. In seiner Jugend war er einer der führenden Schachspieler Englands, wandte sich dann aber ganz der Mathematik zu.
Er entwickelte mit Igor Frenkel, James Lepowsky und Arne Meurman die Theorie der Vertexalgebren, spezieller unendlichdimensionaler graduierter Algebren, die beispielsweise in der String-Theorie verwendet werden. Insbesondere fand er eine Vertexalgebra, auf der die größte endliche einfache sporadische Gruppe, die Monstergruppe, operiert und konnte so die „moonshine“-Vermutungen von John McKay, John Horton Conway und Simon Norton über das Auftauchen der Grade der irreduziblen Darstellungen des Monsters in den Fourier-Koeffizienten der elliptischen Modulfunktion ({\displaystyle j}-Funktion) beweisen.
Später beschäftigte er sich unter anderem mit den mathematischen Grundlagen der Quantenfeldtheorie.
Für seine Arbeiten zum Beweis der „monstrous moonshine“-Eigenschaften erhielt er 1998 auf dem ICM in Berlin die Fields-Medaille. 1992 erhielt er den EMS-Preis. Er ist Fellow der American Mathematical Society und der American Academy of Arts and Sciences. 2014 wurde er in die National Academy of Sciences gewählt.
Gegenüber der Zeitung Guardian äußerte Borcherds die Vermutung, dass er das Asperger-Syndrom habe. Der britische Psychologe Simon Baron-Cohen stellte nach eingehenden Untersuchungen die Diagnose und berichtete darüber in dem Kapitel „Ein Mathematikprofessor“ seines Buches Vom ersten Tag anders.